# Муталимов, Муса Махаевич
Муса Махаевич Муталимов (1927, Кутиша, Левашинский район, Дагестанская АССР, РСФСР, СССР — 2012, Южно-Сухокумск, Дагестан) — передовик советской нефтедобывающей отрасли, оператор по добыче нефти и газа Ногайского нефтегазодобывающего управления объединения «Дагнефть» Министерства нефтяной промышленности СССР, Дагестанская АССР, Герой Социалистического Труда (1971).

## Биография
Родился в 1927 году в селе Кутиша, ныне Левашинского района республики Дагестан, в аварской крестьянской семье.
В годы Великой Отечественной войны после окончания семилетней школы, стал работать в местном колхозе.
В 1946 году был призван в ряды Красной Армии. Службу проходил в инженерных войсках, восстанавливал Сталинград.
В 1951 году, после службы в армии, стал работать в Туркмении помощником оператора, а затем оператором (с 1954 года) подземного ремонта скважин нефтепромыслового управления «Небитдагнефть», а затем Южно-Сухокумского управления объединения «Дагнефть».
Досрочно выполнил личные социалистические обязательства и плановые задания Восьмой пятилетки (1966—1970). Указом Президиума Верховного Совета СССР от 30 марта 1971 года за достижение высоких показателей в производстве и добычи нефти и газа Мусе Махаевичу Муталимову было присвоено звание Героя Социалистического Труда с вручением ордена Ленина и медали «Серп и Молот».
Избирался депутатом местных[каких?] Советов народных депутатов[когда?].
Является заслуженным нефтяником Дагестанской АССР.
После ухода на заслуженный отдых в 1994 году проживал в городе Южно-Сухокумске.
Умер в 2012 году.

## Награды
За трудовые успехи был удостоен:
- золотая звезда «Серп и Молот» (30.03.1971)
- орден Ленина (30.03.1971)
- другие медали[3].